# 馬森登神殿
馬森登神殿（Mussenden Temple）是位於英國北愛爾蘭倫敦德里郡的一座圓形建築，坐落於大西洋岸邊的懸崖之上。這座建築始建於1785年，由第四代布里斯托爾伯爵弗雷德里克·赫維（Frederick Hervey）委託建造，最初作為圖書館和社交場所使用。馬森登神殿以其獨特的建築風格和壯麗的地理位置聞名，被譽為北愛爾蘭最具標誌性的景點之一。1997年，國家信託（National Trust）對神殿所在的懸崖進行了加固工程，以防止建築因海岸侵蝕而受損。如今馬森登神殿作為國家信託的財產向公眾開放，並成為當地重要的文化遺產和旅遊勝地。

## 外部連結

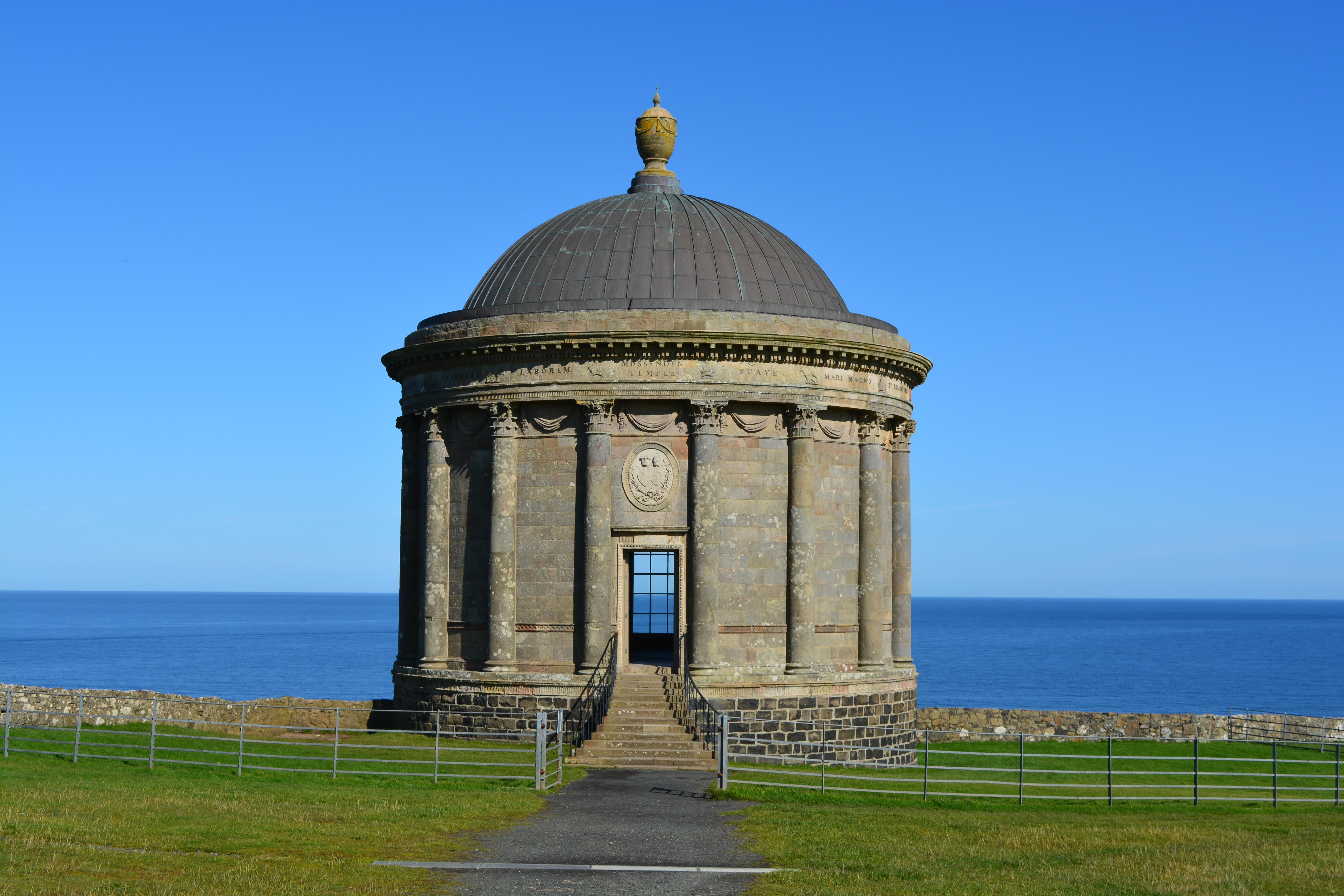
馬森登神殿

- Downhill Estate & Mussenden Temple at the National Trust （页面存档备份，存于）
- Downhill Castle entry from The DiCamillo Companion to British & Irish Country Houses
- BBC NI Schools Landscapes Unlocked: Explore Benone Strand to Downhill – Aerial Views （页面存档备份，存于）